# Elecciones regionales de Arequipa de 2018
Las elecciones regionales de Arequipa de 2018 se llevaron a cabo el 7 de octubre de 2018 para elegir al gobernador regional, al vicegobernador regional y al Consejo Regional para el periodo 2019-2023. La elección se celebró simultáneamente con elecciones regionales y municipales (provinciales y distritales) en todo el Perú. La segunda vuelta regional se llevó a cabo el 9 de diciembre de 2018.
Durante la primera vuelta, los candidatos Elmer Cáceres Llica (Arequipa - Unidos por el Gran Cambio) y Javier Ísmodes Talavera (Arequipa Transformación) obtuvieron las dos primeras minorías y pasaron al balotaje. En este, Elmer Cáceres Llica obtuvo el 57.63% de votos válidos y resultó electo como gobernador regional de Arequipa.

## Sistema electoral
El Gobierno Regional de Arequipa es el órgano administrativo y de gobierno del departamento de Arequipa. Está compuesto por el gobernador regional, el vicegobernador regional y el Consejo Regional.
La votación se realiza en base al sufragio universal, que comprende a todos los ciudadanos nacionales mayores de dieciocho años, empadronados y residentes en el departamento de Arequipa y en pleno goce de sus derechos políticos.
El gobernador y vicegobernador regional son elegidos por sufragio directo. Para que un candidato sea proclamado ganador debe obtener no menos de 30 % de votos válidos. En caso ningún candidato logre ese porcentaje en la primera vuelta electoral, los dos candidatos más votados participan en una segunda vuelta o balotaje. No hay reelección inmediata de gobernadores regionales.
El Consejo Regional de Arequipa está compuesto por 14 consejeros elegidos por sufragio directo para un período de cuatro (4) años. La votación es por lista cerrada y bloqueada. Cada provincia del departamento de Arequipa constituye una circunscripción electoral. Se asigna a la lista ganadora los escaños según el método d'Hondt. La distribución y el número de consejeros regionales es la siguiente:
| Circunscripción                           | Escaños | Mapa |
| ----------------------------------------- | ------- | ---- |
| Arequipa(+3)                              | 4       |      |
| Castilla(+1), Caylloma(+1) y La Unión(–1) | 2       |      |
| Camaná, Caravelí, Condesuyos e Islay      | 1       |      |

## Composición del Consejo Regional de Arequipa
La siguiente tabla muestra la composición del Consejo Regional de Arequipa antes de las elecciones.
| Partidos | Partidos                             | Consejeros |
| -------- | ------------------------------------ | ---------- |
|          | Arequipa Renace                      | 4          |
|          | Juntos por el Desarrollo de Arequipa | 2          |
|          | Arequipa, Tradición y Futuro         | 1          |
|          | Acción Popular                       | 1          |
|          | Siempre Unidos                       | 1          |
|          | Vamos Perú                           | 1          |

## Partidos y candidatos
A continuación se muestra una lista de los principales partidos y alianzas electorales que participaron en las elecciones:
| Candidatura | Candidatura  | Partidos y alianzas                                                   | Candidato | Candidato                  | Ideología                                                          | Resultado previo | Resultado previo | Ref.  |
| Candidatura | Candidatura  | Partidos y alianzas                                                   | Candidato | Candidato                  | Ideología                                                          | Votos (%)        | Con.             | Ref.  |
| ----------- | ------------ | --------------------------------------------------------------------- | --------- | -------------------------- | ------------------------------------------------------------------ | ---------------- | ---------------- | ----- |
|             | AR           | Lista - Arequipa Renace (AR)                                          |           | Alfredo Zegarra Tejada     | Regionalismo arequipeño                                            | 21.13%           | 4                | [ 3 ] |
|             | VP           | Lista - Vamos Perú (VP)                                               |           | James Posso Sánchez        | Populismo Socialdemocracia                                         | 14.23%           | 1                | [ 3 ] |
|             | JDA          | Lista - Juntos por el Desarrollo de Arequipa (JDA)                    |           | Jesús Gamero Márquez       | Regionalismo arequipeño                                            | 12.82%           | 2                | [ 3 ] |
|             | JxS          | Lista - Juntos por el Sur (JxS)                                       |           | Eleana Vela Ramos          | Regionalismo arequipeño                                            | 6.43%            | 0                | [ 3 ] |
|             | APP          | Lista - Alianza para el Progreso (APP)                                |           | Benigno Cabrera Pino       | Liberalismo económico Conservadurismo liberal Populismo de derecha | 5.26%            | 0                | [ 3 ] |
|             | AUGC         | Lista - Arequipa - Unidos por el Gran Cambio (AUGC)                   |           | Elmer Cáceres Llica        | Regionalismo arequipeño                                            | 4.30%            | 0                | [ 3 ] |
|             | SU           | Lista - Siempre Unidos (SU)                                           |           | Javier Cáceres Pérez       | Partido atrapalotodo                                               | 3.09%            | 1                | [ 3 ] |
|             | AP           | Lista - Acción Popular (AP)                                           |           | Mauricio Chang Obezo       | Partido atrapalotodo                                               | 2.01%            | 1                | [ 3 ] |
|             | RN           | Lista - Restauración Nacional (RN)                                    |           | Jorge Reyes Luján Martínez | Liberalismo económico Humanismo cristiano Evangelismo              | 1.33%            | 0                | [ 3 ] |
|             | FA           | Lista - Frente Amplio (FA)                                            |           | Héctor Herrera Herrera     | Socialismo Ecologismo Descentralización                            | 1.32%            | 0                | [ 3 ] |
|             | PPC          | Lista - Partido Popular Cristiano (PPC)                               |           | Roberto Abarca Fernández   | Democracia cristiana Conservadurismo social Liberalismo económico  | 0.87%            | 0                | [ 3 ] |
|             | Frepap       | Lista - Frente Popular Agrícola del Perú (Frepap)                     |           | Farrere Ataucuri Mollenedo | Israelismo Fundamentalismo cristiano Populismo                     | Nuevo            | Nuevo            | [ 3 ] |
|             | SP           | Lista - Somos Perú (SP)                                               |           | José Chirinos Chirinos     | Democracia cristiana Conservadurismo social                        | Nuevo            | Nuevo            | [ 3 ] |
|             | TPP          | Lista - Todos por el Perú (TPP)                                       |           | Luis Mayta Livisi          | Liberalismo Humanismo Progresismo                                  | Nuevo            | Nuevo            | [ 3 ] |
|             | PL           | Lista - Perú Libertario (PL)                                          |           | Juan Valencia Postigo      | Socialismo del siglo XXI Marxismo-leninismo Mariateguismo          | Nuevo            | Nuevo            | [ 3 ] |
|             | FA           | Lista - Fuerza Arequipeña (FA)                                        |           | Gustavo Rondón Fudinaga    | Regionalismo arequipeño                                            | Nuevo            | Nuevo            | [ 3 ] |
|             | AA           | Lista - Movimiento Regional Arequipa Avancemos (AA)                   |           | Freddy Lozano Benique      | Regionalismo arequipeño                                            | Nuevo            | Nuevo            | [ 3 ] |
|             | AT           | Lista - Arequipa Transformación (AT)                                  |           | Javier Ísmodes Talavera    | Regionalismo arequipeño                                            | Nuevo            | Nuevo            | [ 3 ] |
|             | Arequipa Mía | Lista - Movimiento Regional Independiente Arequipa Mía (Arequipa Mía) |           | Hipólito Chaiña Contreras  | Regionalismo arequipeño                                            | Nuevo            | Nuevo            | [ 3 ] |

## Sondeos de opinión
Las siguientes tablas enumeran las estimaciones de la intención de voto en orden cronológico inverso, mostrando las más recientes primero y utilizando las fechas en las que se realizó el trabajo de campo de la encuesta. Cuando se desconocen las fechas del trabajo de campo, se proporciona la fecha de publicación.
Leyenda:
     Sondeo realizado en el periodo de prohibición legal de la difusión de sondeos de intención de voto.

### Balotaje

#### Intención de voto
La siguiente tabla enumera las estimaciones ponderadas (sin incluir votos en blanco y nulos) de la intención de voto.
|                               |             |     |      |      |      |  |  |  |  |  |  |
| Elecciones regionales de 2018 | 9 dic 2018  | —   | 57.6 | 42.4 | 15.2 |  |  |  |  |  |  |
|                               |             |     |      |      |      |  |  |  |  |  |  |
| Ipsos Perú/América            | 9 dic 2018  | ?   | 51.8 | 48.2 | 3.6  |  |  |  |  |  |  |
| AmaKella/Radio Yaraví         | 9 dic 2018  | ?   | 51.7 | 48.3 | 3.4  |  |  |  |  |  |  |
| Cpemcep                       | 30 nov 2018 | 465 | 42.5 | 57.5 | 15.0 |  |  |  |  |  |  |
| Cpemcep                       | 21 nov 2018 | 456 | 50.2 | 49.8 | 0.4  |  |  |  |  |  |  |
| Cpemcep                       | 4 nov 2018  | 946 | 55.9 | 44.1 | 11.8 |  |  |  |  |  |  |

#### Preferencias de voto
La siguiente tabla enumera las preferencias de voto en bruto (incluyendo blancos, viciados y sin respuesta) y no ponderadas.
|                               |             |     |      |      |      |      |      |  |  |  |  |  |
| Elecciones regionales de 2018 | 9 dic 2018  | —   | 39.9 | 29.4 | 30.7 | –    | 10.5 |  |  |  |  |  |
|                               |             |     |      |      |      |      |      |  |  |  |  |  |
| AmaKella/Radio Yaraví         | 9 dic 2018  | ?   | 34.6 | 32.3 | 33.1 | –    | 2.3  |  |  |  |  |  |
| Cpemcep                       | 30 nov 2018 | 465 | 25.1 | 33.9 | –    | 41.0 | 8.8  |  |  |  |  |  |
| Cpemcep                       | 21 nov 2018 | 456 | 26.3 | 26.1 | –    | 47.6 | 0.2  |  |  |  |  |  |
| Cpemcep                       | 4 nov 2018  | 946 | 34.6 | 27.3 | –    | 38.1 | 7.3  |  |  |  |  |  |

### Primera vuelta

#### Intención de voto
La siguiente tabla enumera las estimaciones ponderadas (sin incluir votos en blanco y nulos) de la intención de voto.
| Encuestadora/Medio            | Fecha             | Muestra | Elmer Cáceres | Javier Ísmodes | Alfredo Zegarra | Gustavo Rondón | Héctor Herrera | Jesús Gamero | Luis Mayta | Dif. |  |  |  |  |
| ----------------------------- | ----------------- | ------- | ------------- | -------------- | --------------- | -------------- | -------------- | ------------ | ---------- | ---- |  |  |  |  |
| Encuestadora/Medio            | Fecha             | Muestra |               |                |                 |                |                |              |            |      |  |  |  |  |
| Elecciones regionales de 2018 | 7 oct 2018        | —       | 18.5          | 13.2           | 12.4            | 10.7           | 6.4            | 6.1          | 5.7        | 5.3  |  |  |  |  |
|                               |                   |         |               |                |                 |                |                |              |            |      |  |  |  |  |
| Ipsos Perú/América            | 7 oct 2018        | ?       | 18.9          | 13.6           | 11.8            | 10.0           | –              | –            | –          | 5.3  |  |  |  |  |
| Datum Internacional/Latina    | 7 oct 2018        | ?       | 18.6          | 12.5           | 12.4            | 11.5           | –              | –            | –          | 6.1  |  |  |  |  |
| Ipsos Perú/América            | 7 oct 2018        | ?       | 18.6          | 14.5           | 12.6            | 9.4            | –              | –            | –          | 4.1  |  |  |  |  |
| Datum Internacional/Latina    | 7 oct 2018        | ?       | 20.5          | 15.1           | 13.2            | 12.9           | 5.3            | 5.5          | 5.1        | 5.4  |  |  |  |  |
| AmaKella/Radio Yaraví         | 7 oct 2018        | ?       | 13.2          | 12.4           | 11.6            | –              | –              | –            | –          | 0.8  |  |  |  |  |
| Radio Yaraví                  | 30 sep 2018       | ?       | 16.9          | 19.9           | 18.1            | 12.5           | –              | –            | –          | 3.0  |  |  |  |  |
| Cpemcep                       | 28–29 sep 2018    | 1460    | 12.0          | 22.5           | 19.3            | 15.0           | 6.2            | –            | 9.1        | 3.2  |  |  |  |  |
| iConn Perú                    | 27–28 sep 2018    | 849     | 11.8          | 22.2           | 17.1            | 15.5           | 9.2            | –            | 9.1        | 5.1  |  |  |  |  |
| CPI/RPP                       | 15–18 sep 2018    | 400     | 21.8          | 18.3           | 20.4            | 9.5            | 4.2            | 5.9          | –          | 1.4  |  |  |  |  |
| Cpemcep                       | 14–16 sep 2018    | 1460    | 13.6          | 20.9           | 20.0            | 15.3           | 7.1            | 1.2          | 8.1        | 0.9  |  |  |  |  |
| Datum/CCIA                    | 6–10 sep 2018     | 501     | 16.5          | 22.4           | 16.8            | 18.2           | 1.3            | 0.7          | 9.2        | 4.2  |  |  |  |  |
| Cpemcep                       | 30–31 ago 2018    | 1460    | 14.1          | 17.9           | 18.7            | 14.9           | 4.4            | 2.4          | 8.0        | 0.8  |  |  |  |  |
| iConn Perú                    | 25–28 ago 2018    | 849     | 13.2          | 17.2           | 19.4            | 17.6           | 7.2            | –            | 7.5        | 1.8  |  |  |  |  |
| Cpemcep                       | 16–17 ago 2018    | 1460    | 13.3          | 20.6           | 21.0            | 18.6           | 3.0            | 1.8          | 4.1        | 0.4  |  |  |  |  |
| Cpemcep                       | 30–31 jul 2018    | 1500    | 14.4          | 23.4           | 20.1            | 16.8           | 4.0            | 1.2          | 5.7        | 3.3  |  |  |  |  |
| Cpemcep                       | 1–2 jul 2018      | 1164    | 20.0          | 29.2           | 26.2            | 23.8           | 3.8            | 1.4          | 8.2        | 3.0  |  |  |  |  |
| Sociedad Política             | 29–30 jun 2018    | 700     | 12.3          | 18.3           | 22.5            | 12.1           | 2.0            | 2.3          | 10.1       | 4.2  |  |  |  |  |
| Sociedad Política             | 29–31 may 2018    | 400     | 8.4           | 16.9           | 19.3            | 14.5           | 6.0            | –            | 12.0       | 2.4  |  |  |  |  |
| Opinión & Punto               | 1–2 may 2018      | 1000    | 13.1          | 23.6           | 27.6            | 16.2           | –              | –            | 4.9        | 4.0  |  |  |  |  |
| Sociedad Política             | 29–30 abr 2018    | 400     | 7.3           | 13.8           | 16.1            | 10.7           | 5.0            | –            | 9.4        | 2.3  |  |  |  |  |
| Cpemcep                       | 28–29 abr 2018    | 4400    | 17.4          | 18.7           | 22.1            | 20.0           | 3.7            | –            | 1.9        | 2.1  |  |  |  |  |
| Opinión & Punto               | 2–3 abr 2018      | 1000    | 13.5          | 15.0           | 15.7            | 14.0           | –              | –            | 10.5       | 0.7  |  |  |  |  |
| Cpemcep                       | 31 mar–1 abr 2018 | 4400    | 13.8          | 12.8           | 15.7            | 15.8           | 3.8            | –            | 2.2        | 0.1  |  |  |  |  |
| Sociedad Política             | 30–31 mar 2018    | 400     | 5.6           | 7.7            | 14.9            | 6.5            | 4.3            | –            | 12.2       | 2.7  |  |  |  |  |
| Opinión & Punto               | 2–3 mar 2018      | 1000    | 13.4          | 15.3           | 13.8            | 15.8           | –              | –            | 5.0        | 0.5  |  |  |  |  |
| Cpemcep                       | 24–25 feb 2018    | 4400    | 14.9          | 11.7           | 18.2            | 15.6           | 3.0            | –            | 1.9        | 2.6  |  |  |  |  |
| Cpemcep                       | 27–28 ene 2018    | 4200    | 14.0          | 12.5           | 18.5            | 15.1           | 2.3            | –            | 2.8        | 3.4  |  |  |  |  |

#### Preferencias de voto
La siguiente tabla enumera las preferencias de voto en bruto (incluyendo blancos, viciados y sin respuesta) y no ponderadas.
| Encuestadora/Medio            | Fecha             | Muestra | Elmer Cáceres | Javier Ísmodes | Alfredo Zegarra | Gustavo Rondón | Héctor Herrera | Jesús Gamero | Luis Mayta | B/V  | NS/NO | Dif. |  |  |  |
| ----------------------------- | ----------------- | ------- | ------------- | -------------- | --------------- | -------------- | -------------- | ------------ | ---------- | ---- | ----- | ---- |  |  |  |
| Encuestadora/Medio            | Fecha             | Muestra |               |                |                 |                |                |              |            |      |       |      |  |  |  |
| Elecciones regionales de 2018 | 7 oct 2018        | —       | 14.4          | 10.2           | 9.7             | 8.3            | 5.0            | 4.7          | 4.5        | 22.2 | –     | 4.2  |  |  |  |
|                               |                   |         |               |                |                 |                |                |              |            |      |       |      |  |  |  |
| Radio Yaraví                  | 30 sep 2018       | ?       | 6.9           | 8.1            | 7.4             | 5.1            | –              | –            | –          | 24.3 | 34.9  | 0.7  |  |  |  |
| Cpemcep                       | 28–29 sep 2018    | 1460    | 9.5           | 17.8           | 15.3            | 11.9           | 4.9            | –            | 7.2        | –    | 20.9  | 0.8  |  |  |  |
| iConn Perú                    | 27–28 sep 2018    | 849     | 9.7           | 18.3           | 14.1            | 12.8           | 7.6            | –            | 7.5        | –    | 17.6  | 4.2  |  |  |  |
| CPI/RPP                       | 15–18 sep 2018    | 400     | 10.4          | 8.7            | 9.7             | 4.5            | 2.0            | 2.8          | –          | 21.5 | 30.9  | 0.7  |  |  |  |
| Cpemcep                       | 14–16 sep 2018    | 1460    | 10.3          | 15.8           | 15.1            | 11.6           | 5.4            | 0.9          | 6.1        | –    | 24.4  | 0.7  |  |  |  |
| Datum/CCIA                    | 6–10 sep 2018     | 501     | 10.0          | 13.6           | 10.2            | 11.0           | 0.8            | 0.4          | 5.6        | 21.2 | 18.2  | 2.6  |  |  |  |
| Cpemcep                       | 30–31 ago 2018    | 1460    | 11.8          | 14.9           | 15.6            | 12.4           | 3.7            | 2.0          | 6.7        | –    | 16.6  | 0.7  |  |  |  |
| iConn Perú                    | 25–28 ago 2018    | 849     | 10.7          | 13.9           | 15.7            | 14.2           | 5.8            | –            | 6.1        | –    | 19.1  | 1.5  |  |  |  |
| Cpemcep                       | 16–17 ago 2018    | 1460    | 9.4           | 14.5           | 14.8            | 13.1           | 2.1            | 1.3          | 2.9        | –    | 29.5  | 0.3  |  |  |  |
| Cpemcep                       | 30–31 jul 2018    | 1500    | 9.7           | 15.7           | 13.5            | 11.3           | 2.7            | 0.8          | 3.8        | –    | 32.8  | 2.2  |  |  |  |
| Cpemcep                       | 1–2 jul 2018      | 1164    | 10.0          | 14.6           | 13.1            | 11.9           | 1.9            | 0.7          | 4.1        | –    | 50.0  | 1.5  |  |  |  |
| Sociedad Política             | 29–30 jun 2018    | 700     | 12.2          | 18.1           | 22.2            | 12.0           | 2.0            | 2.3          | 10.0       | –    | 1.2   | 4.1  |  |  |  |
| Sociedad Política             | 29–31 may 2018    | 400     | 7             | 14             | 16              | 12             | 5              | –            | 10         | –    | 17    | 2    |  |  |  |
| Opinión & Punto               | 1–2 may 2018      | 1000    | 6.9           | 12.4           | 14.5            | 8.5            | –              | –            | 2.6        | –    | 47.4  | 2.1  |  |  |  |
| Sociedad Política             | 29–30 abr 2018    | 400     | 6.2           | 11.7           | 13.6            | 9.1            | 4.2            | –            | 8.0        | –    | 15.3  | 0.8  |  |  |  |
| Cpemcep                       | 28–29 abr 2018    | 4400    | 10.8          | 11.6           | 13.7            | 12.4           | 2.3            | –            | 1.2        | –    | 37.9  | 0.7  |  |  |  |
| Opinión & Punto               | 2–3 abr 2018      | 1000    | 5.4           | 6.0            | 6.3             | 5.6            | –              | –            | 4.2        | –    | 59.9  | 0.3  |  |  |  |
| Cpemcep                       | 31 mar–1 abr 2018 | 4400    | 11.5          | 10.7           | 13.1            | 13.2           | 3.2            | –            | 1.8        | –    | 16.7  | 0.1  |  |  |  |
| Sociedad Política             | 30–31 mar 2018    | 400     | 4.0           | 5.5            | 10.6            | 4.6            | 3.1            | –            | 8.7        | –    | 28.7  | 1.9  |  |  |  |
| Opinión & Punto               | 2–3 mar 2018      | 1000    | 5.6           | 6.4            | 5.8             | 6.6            | –              | –            | 2.1        | –    | 58.1  | 0.2  |  |  |  |
| Cpemcep                       | 24–25 feb 2018    | 4400    | 12.0          | 9.4            | 14.7            | 12.6           | 2.4            | –            | 1.5        | –    | 19.4  | 0.8  |  |  |  |
| Cpemcep                       | 27–28 ene 2018    | 4200    | 11.4          | 10.2           | 15.1            | 12.3           | 1.9            | –            | 2.3        | –    | 18.4  | 0.8  |  |  |  |
| UNSA                          | 30–31 dic 2017    | 1020    | 7.4           | 6.3            | 10.5            | 6.8            | 2.2            | –            | 7.1        | –    | 18.1  | 3.1  |  |  |  |
| Cpemcep                       | 29–30 dic 2017    | 4500    | 11.5          | 11.2           | 14.6            | 12.1           | 1.9            | –            | 3.1        | –    | 12.1  | 2.5  |  |  |  |
| Cpemcep                       | 2–3 dic 2017      | 4200    | 10.3          | 11.2           | 14.7            | 12.9           | 1.0            | –            | 1.9        | –    | 6.7   | 1.8  |  |  |  |
| UNSA                          | 29–30 nov 2017    | 1020    | 7.0           | 7.7            | 10.9            | 6.5            | 2.3            | –            | 7.4        | –    | 14.0  | 3.2  |  |  |  |
| Cpemcep                       | 28–29 oct 2017    | 4200    | 11.1          | 11.4           | 16.3            | 13.6           | 1.8            | –            | –          | –    | 11.7  | 2.7  |  |  |  |
| Cpemcep                       | 30 sep–1 oct 2017 | 2100    | 10.6          | 8.7            | 14.4            | 9.8            | 1.6            | –            | –          | –    | 17.3  | 3.8  |  |  |  |
| Cpemcep                       | 26–27 ago 2017    | 2100    | 8.6           | 7.9            | 15.7            | 10.3           | 0.7            | –            | –          | –    | 26.4  | 5.4  |  |  |  |
| Opinión & Punto               | 28–29 jul 2017    | 1000    | 4.5           | 8.0            | 6.5             | 4.5            | –              | –            | –          | –    | 60.5  | 1.5  |  |  |  |
| Cpemcep                       | 22–23 jul 2017    | 2100    | 6.2           | 5.0            | 12.0            | 11.0           | 0.4            | –            | –          | –    | 24.0  | 1.0  |  |  |  |
| Cpemcep                       | 23–25 jun 2017    | 2100    | 3.0           | 6.0            | 13.0            | 13.0           | 2.0            | –            | –          | –    | 23.0  | —    |  |  |  |
| Cpemcep                       | 25–27 may 2017    | 840     | 9.0           | 5.0            | 12.4            | 15.3           | –              | –            | –          | –    | 39.0  | 2.9  |  |  |  |
| Opinión & Punto               | 30 abr–1 may 2017 | 1000    | –             | 7.1            | 4.9             | 5.1            | –              | –            | –          | –    | 63.7  | 2.0  |  |  |  |
| Cpemcep                       | 15–17 abr 2017    | 600     | 7.6           | 2.0            | 17.5            | 15.8           | –              | –            | –          | –    | 39.7  | 1.7  |  |  |  |

## Resultados

### Gobierno Regional de Arequipa
| Candidatos           | Candidatos                 | Partidos y coaliciones                              | Primera vuelta 7 oct 2018 | Primera vuelta 7 oct 2018 | Balotaje 9 dic 2018 | Balotaje 9 dic 2018 |  |
| Candidatos           | Candidatos                 | Partidos y coaliciones                              | Votos                     | %                         | Votos               | %                   |  |
| -------------------- | -------------------------- | --------------------------------------------------- | ------------------------- | ------------------------- | ------------------- | ------------------- |  |
|                      | Elmer Cáceres Llica        | Arequipa - Unidos por el Gran Cambio (AUGC)         | 132,181                   | 18.51                     | 354,535             | 57.63               |  |
|                      | Javier Ísmodes Talavera    | Arequipa Transformación (AT)                        | 94,032                    | 13.16                     | 260,690             | 42.37               |  |
|                      | Alfredo Zegarra Tejada     | Arequipa Renace (AR)                                | 88,693                    | 12.42                     |                     |                     |  |
|                      | Gustavo Rondón Fudinaga    | Fuerza Arequipeña (FA)                              | 76,213                    | 10.67                     |                     |                     |  |
|                      | Héctor Herrera Herrera     | Frente Amplio (FA)                                  | 45,431                    | 6.36                      |                     |                     |  |
|                      | Jesús Gamero Márquez       | Juntos por el Desarrollo de Arequipa (JDA)          | 43,562                    | 6.10                      |                     |                     |  |
|                      | Luis Mayta Livisi          | Todos por el Perú (TPP)                             | 40,887                    | 5.72                      |                     |                     |  |
|                      | Freddy Lozano Benique      | Movimiento Regional Arequipa Avancemos (AA)         | 33,784                    | 4.73                      |                     |                     |  |
|                      | Mauricio Chang Obezo       | Acción Popular (AP)                                 | 33,271                    | 4.66                      |                     |                     |  |
|                      | Benigno Cabrera Pino       | Alianza para el Progreso (APP)                      | 24,549                    | 3.44                      |                     |                     |  |
|                      | Farrere Ataucuri Mollenedo | Frente Popular Agrícola del Perú (Frepap)           | 17,539                    | 2.46                      |                     |                     |  |
|                      | Hipólito Chaiña Contreras  | Movimiento Regional Independiente Arequipa Mía (AM) | 17,020                    | 2.38                      |                     |                     |  |
|                      | Jorge Reyes Luján Martínez | Restauración Nacional (RN)                          | 15,617                    | 2.19                      |                     |                     |  |
|                      | Javier Cáceres Pérez       | Siempre Unidos (SU)                                 | 13,658                    | 1.91                      |                     |                     |  |
|                      | Eleana Vela Ramos          | Juntos por el Sur (JxS)                             | 11,543                    | 1.62                      |                     |                     |  |
|                      | José Chirinos Chirinos     | Somos Perú (SP)                                     | 7,479                     | 1.05                      |                     |                     |  |
|                      | Roberto Abarca Fernández   | Partido Popular Cristiano (PPC)                     | 6,823                     | 0.96                      |                     |                     |  |
|                      | Juan Valencia Postigo      | Perú Libertario (PL)                                | 6,646                     | 0.93                      |                     |                     |  |
|                      | James Posso Sánchez        | Vamos Perú (VP)                                     | 5,339                     | 0.75                      |                     |                     |  |
|                      |                            |                                                     |                           |                           |                     |                     |  |
| Total                | Total                      | Total                                               | 714,267                   |                           | 615,225             |                     |  |
|                      |                            |                                                     |                           |                           |                     |                     |  |
| Votos válidos        | Votos válidos              | Votos válidos                                       | 714,267                   | 77.81                     | 615,225             | 69.28               |  |
| Votos en blanco      | Votos en blanco            | Votos en blanco                                     | 76,070                    | 8.29                      | 26,952              | 3.04                |  |
| Votos nulos          | Votos nulos                | Votos nulos                                         | 127,666                   | 13.91                     | 245,793             | 27.68               |  |
| Votos emitidos       | Votos emitidos             | Votos emitidos                                      | 918,003                   | 83.42                     | 887,970             | 80.69               |  |
| Abstenciones         | Abstenciones               | Abstenciones                                        | 182,444                   | 16.58                     | 212,477             | 19.31               |  |
| Votantes registrados | Votantes registrados       | Votantes registrados                                | 1,100,447                 |                           | 1,100,447           |                     |  |
|                      |                            |                                                     |                           |                           |                     |                     |  |
| Fuente:              |                            |                                                     |                           |                           |                     |                     |  |

### Consejo Regional de Arequipa

#### Sumario general
|                        |                                                     |              |              |              |         |         |  |
| Partidos y coaliciones | Partidos y coaliciones                              | Voto popular | Voto popular | Voto popular | Escaños | Escaños |  |
| Partidos y coaliciones | Partidos y coaliciones                              | Votos        | %            | ±pp          | Total   | +/−     |  |
|                        | Arequipa - Unidos por el Gran Cambio (AUGC)         | 87,310       | 13.37        | +3.67        | 4       | +4      |  |
|                        | Arequipa Renace (AR)                                | 84,907       | 13.00        | –8.82        | 3       | –1      |  |
|                        | Arequipa Transformación (AT)                        | 84,631       | 12.96        | Nuevo        | 2       | +2      |  |
|                        | Fuerza Arequipeña (FA)                              | 63,126       | 9.67         | +2.20        | 1       | +1      |  |
|                        | Juntos por el Desarrollo de Arequipa (JDA)          | 53,912       | 8.26         | –10.04       | 1       | –1      |  |
|                        | Alianza para el Progreso (APP)                      | 38,543       | 5.90         | n/a          | 2       | +2      |  |
|                        | Movimiento Regional Arequipa Avancemos (AA)         | 37,348       | 5.72         | n/a          | 0       | ±0      |  |
|                        | Acción Popular (AP)                                 | 34,751       | 5.32         | +0.89        | 1       | ±0      |  |
|                        | Frente Amplio (FA)                                  | 30,494       | 4.67         | +2.76        | 0       | ±0      |  |
|                        | Todos por el Perú (TPP)                             | 28,475       | 4.36         | Nuevo        | 0       | ±0      |  |
|                        | Siempre Unidos (SU)                                 | 19,296       | 2.95         | –1.30        | 0       | –1      |  |
|                        | Frente Popular Agrícola del Perú (Frepap)           | 16,238       | 2.49         | n/a          | 0       | ±0      |  |
|                        | Restauración Nacional (RN)                          | 15,135       | 2.32         | +0.32        | 0       | ±0      |  |
|                        | Movimiento Regional Independiente Arequipa Mía (AM) | 14,937       | 2.29         | Nuevo        | 0       | ±0      |  |
|                        | Juntos por el Sur (JxS)                             | 12,964       | 1.99         | n/a          | 0       | ±0      |  |
|                        | Somos Perú (SP)                                     | 12,032       | 1.84         | n/a          | 0       | ±0      |  |
|                        | Partido Popular Cristiano (PPC)                     | 8,830        | 1.35         | –0.20        | 0       | ±0      |  |
|                        | Perú Libertario (PL)                                | 5,508        | 0.84         | Nuevo        | 0       | ±0      |  |
|                        | Vamos Perú (VP)                                     | 4,622        | 0.71         | –1.11        | 0       | –1      |  |
|                        |                                                     |              |              |              |         |         |  |
| Total                  | Total                                               | 653,059      |              |              | 14      | +4      |  |
|                        |                                                     |              |              |              |         |         |  |
| Votos válidos          | Votos válidos                                       | 653,059      | 71.14        | –1.65        |         |         |  |
| Votos en blanco        | Votos en blanco                                     | 137,923      | 15.02        | –3.98        |         |         |  |
| Votos nulos            | Votos nulos                                         | 127,021      | 13.84        | +5.63        |         |         |  |
| Votos emitidos         | Votos emitidos                                      | 918,003      | 83.42        | –3.14        |         |         |  |
| Abstenciones           | Abstenciones                                        | 182,444      | 16.58        | +3.14        |         |         |  |
| Votantes registrados   | Votantes registrados                                | 1,100,447    |              |              |         |         |  |
|                        |                                                     |              |              |              |         |         |  |
| Fuente:                |                                                     |              |              |              |         |         |  |

#### Resultados por provincia
| Provincia  | AUGC     | AUGC | AR   | AR   | AT   | AT   | FA   | FA  | JDA | JDA  | APP  | APP | AA  | AA  | AP   | AP  | FA  | FA  | TPP | TPP | SU  | SU  | Frepap | Frepap | RN  | RN  |   |
| Provincia  | %        | E    | %    | E    | %    | E    | %    | E   | %   | E    | %    | E   | %   | E   | %    | E   | %   | E   | %   | E   | %   | E   | %      | E      | %   | E   |   |
| ---------- | -------- | ---- | ---- | ---- | ---- | ---- | ---- | --- | --- | ---- | ---- | --- | --- | --- | ---- | --- | --- | --- | --- | --- | --- | --- | ------ | ------ | --- | --- | - |
| Provincia  | Arequipa | 12.0 | 1    | 12.7 | 1    | 12.2 | 1    | 8.9 | –   | 10.2 | 1    | 4.6 | –   | 6.6 | –    | 4.7 | –   | 5.6 | –   | 5.4 | –   | 3.3 | –      | 2.6    | –   | 2.3 | – |
| Camaná     | 11.0     | –    | 23.7 | 1    | 17.2 | –    | 15.4 | –   | 0.7 | –    | 15.6 | –   | 1.1 | –   | 4.6  | –   | 0.8 | –   | 0.3 | –   | 0.4 | –   | 1.5    | –      | 3.7 | –   |   |
| Caravelí   | 3.1      | –    | 20.5 | –    | 13.0 | –    | 13.5 | –   |     |      | 24.9 | 1   | 0.4 | –   | 11.5 | –   | 0.5 | –   | 0.2 | –   | 0.1 | –   | 1.8    | –      | 0.2 | –   |   |
| Castilla   | 14.9     | –    | 19.2 | 1    | 25.3 | 1    | 7.5  | –   | 2.2 | –    | 10.1 | –   | 1.1 | –   | 5.0  | –   | 0.9 | –   | 1.4 | –   | 0.2 | –   | 2.6    | –      | 1.4 | –   |   |
| Caylloma   | 32.0     | 2    | 9.8  | –    | 9.0  | –    | 14.7 | –   | 2.4 | –    | 6.6  | –   | 3.8 | –   | 2.6  | –   | 2.7 | –   | 0.8 | –   | 0.9 | –   | 2.6    | –      | 3.7 | –   |   |
| Condesuyos | 28.6     | 1    | 2.4  | –    | 27.6 | –    | 17.9 | –   | 0.6 | –    | 6.1  | –   | 0.7 | –   | 2.3  | –   | 0.7 | –   | 0.6 | –   | 0.2 | –   | 3.3    | –      | 0.8 | –   |   |
| Islay      | 12.3     | –    | 9.0  | –    | 17.5 | –    | 3.2  | –   | 2.7 | –    | 3.4  | –   | 3.2 | –   | 19.8 | 1   |     |     | 0.5 | –   | 7.6 | –   | 0.7    | –      | 0.4 | –   |   |
| La Unión   | 11.7     | –    | 4.6  | –    | 13.9 | –    | 22.6 | 1   | 0.9 | –    | 15.2 | 1   | 9.5 | –   | 8.0  | –   | 4.1 | –   | 0.3 | –   | 0.1 | –   | 2.7    | –      | 0.3 | –   |   |
| Total      | 13.4     | 4    | 13.0 | 3    | 13.0 | 2    | 9.7  | 1   | 8.3 | 1    | 5.9  | 2   | 5.7 | –   | 5.3  | 1   | 4.7 | –   | 4.4 | –   | 3.0 | –   | 2.5    | –      | 2.3 | –   |   |

### Autoridades electas
| Cargo                                           | Autoridad electa | Autoridad electa              | Partido político | Partido político                     |
| ----------------------------------------------- | ---------------- | ----------------------------- | ---------------- | ------------------------------------ |
| Gobernador Regional de Arequipa                 |                  | Élmer Cáceres Llica           |                  | Arequipa - Unidos por el Gran Cambio |
| Vicegobernador Regional de Arequipa             |                  | Walter Gutiérrez Cueva        |                  | Arequipa - Unidos por el Gran Cambio |
| Consejero Regional de Arequipa (por Arequipa)   |                  | Harberth Zúñiga Herrera       |                  | Arequipa Renace                      |
| Consejero Regional de Arequipa (por Arequipa)   |                  | Herlyn Zúñiga Yáñez           |                  | Arequipa Transformación              |
| Consejera Regional de Arequipa (por Arequipa)   |                  | Kimmerlee Gutiérrez Canahuire |                  | Arequipa - Unidos por el Gran Cambio |
| Consejero Regional de Arequipa (por Arequipa)   |                  | José Hancco Mamani            |                  | Juntos por el Desarrollo de Arequipa |
| Consejera Regional de Arequipa (por Camaná)     |                  | Crhiss Díaz Montoya           |                  | Arequipa Renace                      |
| Consejero Regional de Arequipa (por Caravelí)   |                  | Santiago Neyra Almenara       |                  | Alianza para el Progreso             |
| Consejero Regional de Arequipa (por Castilla)   |                  | Silvio Arias Villa            |                  | Arequipa Transformación              |
| Consejero Regional de Arequipa (por Castilla)   |                  | Gilder Medina Collado         |                  | Arequipa Renace                      |
| Consejero Regional de Arequipa (por Caylloma)   |                  | Ronal Bernal Huarca           |                  | Arequipa - Unidos por el Gran Cambio |
| Consejera Regional de Arequipa (por Caylloma)   |                  | Jeymi Flores Quicaña          |                  | Arequipa - Unidos por el Gran Cambio |
| Consejero Regional de Arequipa (por Condesuyos) |                  | Tomas Ayñayanque Rosas        |                  | Arequipa - Unidos por el Gran Cambio |
| Consejero Regional de Arequipa (por Islay)      |                  | Elmer Pinto Cáceres           |                  | Acción Popular                       |
| Consejero Regional de Arequipa (por La Unión)   |                  | Richard Cervantes Gárate      |                  | Fuerza Arequipeña                    |
| Consejero Regional de Arequipa (por La Unión)   |                  | Miguel Guzmán Hinojosa        |                  | Alianza para el Progreso             |